# Jean Gosset
Pour les articles homonymes, voir Gosset.
Jean Gosset, né le 6 décembre 1912 à Montreuil (actuellement Seine-Saint-Denis), mort le 21 décembre 1944 au camp de concentration de Neuengamme (Allemagne), est un philosophe et résistant français, Compagnon de la Libération à titre posthume par décret du 26 septembre 1945.

## Biographie
Élève de l’École normale supérieure (promotion littéraire de 1932), Jean Gosset obtient son agrégation de philosophie en 1936. Ses premiers postes dans l'enseignement sont à Brest (1936-1938), puis à Vendôme, au lycée Ronsard (1938-1941). Une salle de l’établissement porte désormais son nom en hommage.
C’est en 1933 alors qu’il est encore normalien qu’il rejoint l’équipe d’Esprit. Collaborateur régulier de la revue, il y occupe une place prépondérante qui se mesure moins au nombre d’articles qu’il rédige qu’à l’intense participation qui est la sienne au sein des différents groupes de réflexion mis en place par Emmanuel Mounier, au point que ce dernier le désigne avec Paul-Louis Landsberg comme étant « son bon philosophe ». Il prend aussi une part active dans le développement des groupes Esprit en Bretagne, puis dans les Pays de la Loire ; groupes qui alimenteront le recrutement des premières branches du mouvement Libération-Nord en province. Enfin, il milite au sein des collèges du travail dans le cadre de l’éducation populaire prônée par la CGT.
Mobilisé en septembre 1939 dans le 131e régiment d'Infanterie, il participe à la campagne des 18 jours, puis à la bataille de Dunkerque. À l’issue de ces combats, il réussit à échapper à la captivité en s’embarquant pour l’Angleterre. Début juin, il revient en France pour participer à la bataille de Normandie. Démobilisé le 12 septembre 1940, il reste en zone occupée et reprend son poste de professeur à Vendôme. Il obtient sa bourse et devient chargé de recherche auprès du CNRS pour finir sa thèse en philosophie des sciences sous la direction de Gaston Bachelard. Officiellement dans le mouvement de Résistance Libération-Nord à partir de janvier 1942, il participe à la création du réseau de renseignements Cohors-Asturies aux côtés de Jean Cavaillès, dont il est l’adjoint, puis lui succède et dirige le réseau après l'arrestation de ce dernier en août 1943. Son ami Jean Warin, qui a été son collègue au lycée de Vendôme, fait également partie du réseau. Jean Gosset est formé au parachutage en Angleterre et est parachuté dans l'Orne le 30 décembre 1943. Le 20 février 1944 il participe au sabotage de l'usine d'armement Hotchkiss à Levallois-Perret. Jean Gosset est arrêté à son tour en avril 1944, il est déporté à Neuengamme. Il y décède le 21 décembre 1944.

## Au cinéma
Le personnage de Philippe Gerbier dans le film L'Armée des ombres de Jean-Pierre Melville s'inspire entre autres de la résistance de Gosset.

## Distinctions
- Chevalier de la Légion d'honneur
- Compagnon de la Libération à titre posthume par décret du 26 septembre 1945[2]
- Croix de guerre 1939–1945 (2 citations)
- Médaille de la Résistance française par décret du 25 janvier 1958[3]
- Croix militaire (Royaume-Uni)
- Officier de l'ordre de la Couronne (Belgique)
- Croix de guerre (Belgique)
- Médaille de la résistance armée 1940-1945 (Belgique)
- Inscrit au Panthéon sur la plaque dédiée aux écrivains morts pour la France.